# François Montrucolis

a Compétitions nationales et continentales officielles uniquement.

b Matchs officiels uniquement.
François Montrucolis, né le 11 avril 1925 à Vions et mort le 2 novembre 1993 à Lyon, est un joueur de rugby à XV et international français de rugby à XIII, évoluant au poste de deuxième ligne, pilier ou troisième ligne.
Formé au rugby à XV à Givors, il rejoint par la suite Lyon en XV, mais c'est en changeant de code de rugby le rugby à XIII qu'il obtient ses grands succès. Il rejoint Lyon et côtoie également l'équipe de France et prend part à la Tournée de l'équipe de France de rugby à XIII en 1951, il termine sa carrière à Cavaillon.
Il devient par la suite entraîneur et a entre autres eu la charge de Bourgoin-Jallieu entre 1962 et 1964.

## Palmarès
- Collectif : 
  - Vainqueur de la Coupe d'Europe des nations : 1952 (France).
  - Vainqueur du Championnat de France : 1951 (Lyon).
  - Vainqueur de la Coupe de France : 1953 et 1954 (Lyon).
  - Finaliste du Championnat de France : 1953 (Lyon).
  - Finaliste de la Coupe de France : 1950 et 1951 (Lyon).

### Détails en sélection en équipe de France
| 1.  | 4 août 1951       | Nouvelle-Zélande    | 15-16 | Test-match     | Pilier          | - | - | - | - |
| 2.  | 3 novembre 1951   | Autres Nationalités | 14-17 | Coupe d'Europe | Troisième ligne | - | - | - | - |
| 3.  | 30 décembre 1951  | Nouvelle-Zélande    | 17-7  | Test-match     | Deuxième ligne  | - | - | - | - |
| 4.  | 6 avril 1952      | Pays de Galles      | 20-12 | Coupe d'Europe | Deuxième ligne  | - | - | - | - |
| 5.  | 11 janvier 1953   | Australie           | 5-0   | Test match     | Deuxième ligne  | - | - | - | - |
| 6.  | 25 janvier 1953   | Australie           | 13-5  | Test match     | Troisième ligne | - | - | - | - |
| 7.  | 11 avril 1953     | Angleterre          | 13-15 | Coupe d'Europe | Centre          | - | - | - | - |
| 8.  | 24 mai 1953       | Grande-Bretagne     | 28-17 | Test-match     | Pilier          | 3 | 1 | - | - |
| 9.  | 2 juillet 1955    | Australie           | 29-28 | Test match     | Pilier          | - | - | - | - |
| 10. | 23 juillet 1955   | Australie           | 8-5   | Test match     | Pilier          | - | - | - | - |
| 11. | 6 août 1955       | Nouvelle-Zélande    | 19-9  | Test-match     | Deuxième ligne  | 4 | - | 2 | - |
| 12. | 13 août 1955      | Nouvelle-Zélande    | 6-11  | Test-match     | Deuxième ligne  | - | - | - | - |
| 13. | 10 mai 1956       | Angleterre          | 23-9  | Coupe d'Europe | Pilier          | - | - | - | - |
| 14. | 1er novembre 1956 | Australie           | 8-15  | Test match     | Pilier          | - | - | - | - |
| 15. | 26 janvier 1957   | Grande-Bretagne     | 12-45 | Test-match     | Pilier          | - | - | - | - |
| 16. | 23 novembre 1957  | Grande-Bretagne     | 15-44 | Test-match     | Pilier          | - | - | - | - |

### Statistiques
| Saison    | Saison               | Championnat           | Championnat | Coupe           | Coupe      | Sélection | Sélection | Sélection | Sélection | Sélection | Sélection | Sélection |
| Saison    | Saison               | Comp.                 | Class.      | Comp.           | Class.     | Comp.     | M         | Pts       | Ess.      | Buts      | Dp.       |           |
| --------- | -------------------- | --------------------- | ----------- | --------------- | ---------- | --------- | --------- | --------- | --------- | --------- | --------- | --------- |
| 1947-1948 | US Lyon-Villeurbanne | Championnat de France | 11e         | Coupe de France | 1/8 finale |           |           |           |           |           |           |           |
| 1948-1949 | US Lyon-Villeurbanne | Championnat de France | ?           | Coupe de France | 1/8 finale |           |           |           |           |           |           |           |
| 1949-1950 | US Lyon-Villeurbanne | Championnat de France | 1/2 finale  | Coupe de France | Finaliste  |           |           |           |           |           |           |           |
| 1950-1951 | US Lyon-Villeurbanne | Championnat de France | Vainqueur   | Coupe de France | Finaliste  |           |           |           |           |           |           |           |
| 1951-1952 | US Lyon-Villeurbanne | Championnat de France | 1/2 finale  | Coupe de France | 1/2 finale | CE        | 4         | -         | -         | -         | -         |           |
| 1952-1953 | US Lyon-Villeurbanne | Championnat de France | Finaliste   | Coupe de France | Vainqueur  | CE        | 4         | 3         | 1         | -         | -         |           |
| 1953-1954 | US Lyon-Villeurbanne | Championnat de France | 1/2 finale  | Coupe de France | Vainqueur  |           |           |           |           |           |           |           |
| 1954-1955 | SU Cavaillon         | Championnat de France | 9e          | Coupe de France | 1/4 finale |           |           |           |           |           |           |           |
| 1955-1956 | SU Cavaillon         | Championnat de France | 11e         | Coupe de France | 1/8 finale | CE        | 5         | 4         | -         | 2         | -         |           |
| 1956-1957 | SU Cavaillon         | Championnat de France | 10e         | Coupe de France | 1/8 finale |           | 2         | -         | -         | -         | -         |           |
| 1957-1958 | SU Cavaillon         | Championnat de France | 10e         | Coupe de France | 1/8 finale |           | 1         | -         | -         | -         | -         |           |
| 1958-1959 | SU Cavaillon         | Championnat de France | 1/4 finale  | Coupe de France | 1/2 finale |           |           |           |           |           |           |           |
| 1959-1960 | SU Cavaillon         | Championnat de France | 8e          | Coupe de France | 1/8 finale |           |           |           |           |           |           |           |
| 1960-1961 | US Lyon-Villeurbanne | Championnat de France | 11e         | Coupe de France | 1/2 finale |           |           |           |           |           |           |           |